# Nahrungsvakuole

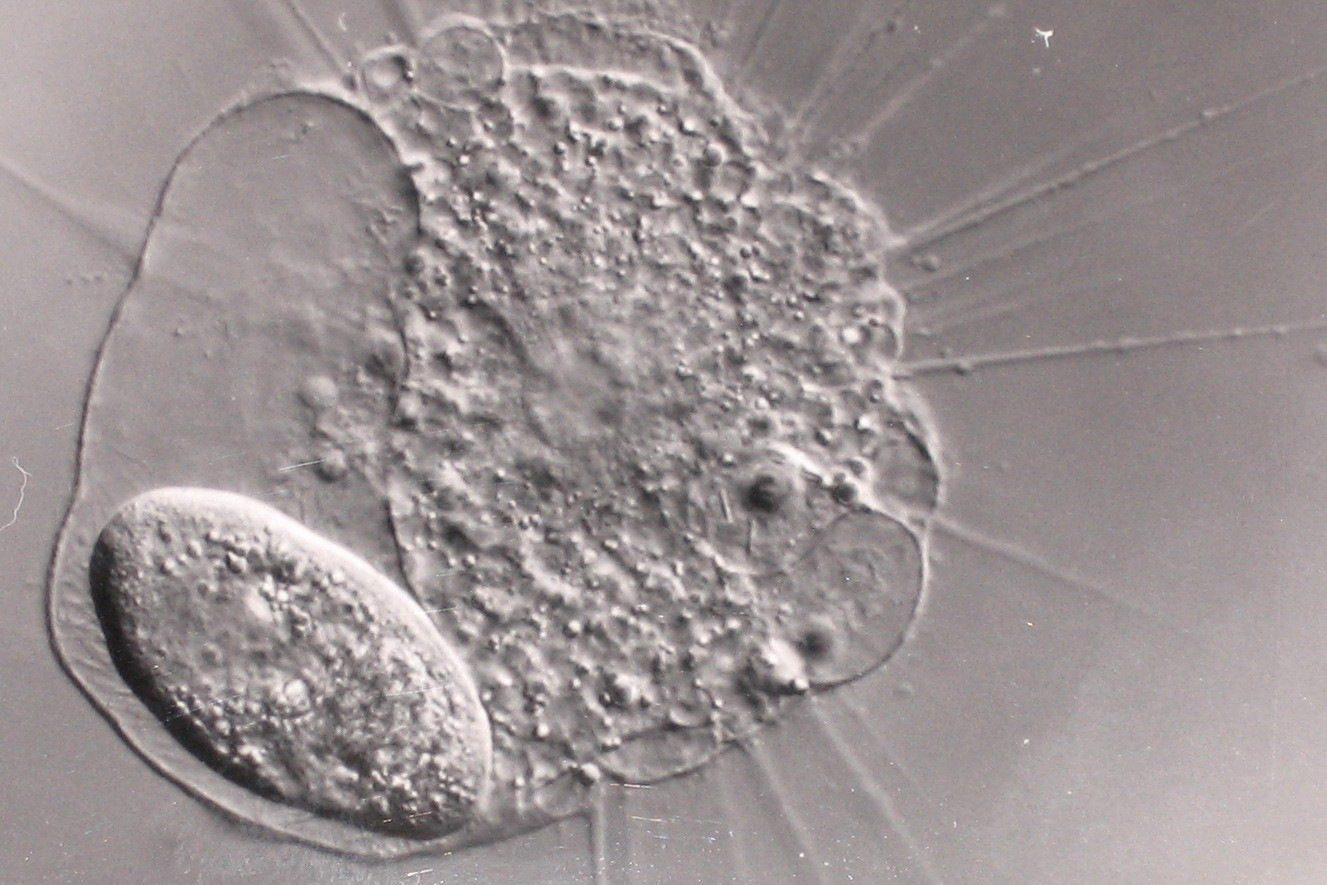
Nahrungsvakuole eines Sonnentierchens (Actinophrys sol) mit eingeschlossenem Pantoffeltierchen

Eine Nahrungsvakuole, auch Gastriole genannt, ist ein sich in einem Protisten befindendes, von einer Biomembran umschlossenes Bläschen, das in seinem Inneren Flüssigkeit aus dem Umgebungsmedium und Nahrungsteilchen enthält. Die Nahrungsvakuole entsteht, wenn ein einzelliges Lebewesen aus der umgebenden Flüssigkeit Nahrungsteilchen aufnimmt (siehe dazu Phagozytose), in ihr geschieht nach Fusion mit primären Lysosomen die intrazelluläre Verdauung.